# Noktürn
| Frédéric Chopin: Esz-dúr noktürn, opus 9, no. 2. |
|                                                  |

| Liszt Ferenc: Szerelmi álmok, S.541 |
|                                     |

A noktürn (franciául nocturne, olaszul notturno) komolyzenei műfaj, a latin nocturnus szóból származó zenei kifejezés, jelentése „éjszakai zene”. A noktürnök zongorára vagy zenekarra írt, melankólikus hangulatú, kisebb lírai művek.

## Jelentése a különböző korokban
A 18. század második felében a fúvós vagy vonós kamarazene-együttesre írt több tételes kompozíciók, pl. Joseph Haydnnál a divertimento vagy szerenád-típusú művek megjelölésére használt kifejezés. Néha (pl. Bonifazio Asiolinál) a szerenád-szerű vokális műveket is jelöltek így.
A 19. század romantikus zongoraműveinél (pl. John Field, Frédéric Chopin, Robert Schumann) a szabad formátumú lírikus darabok elnevezése.